# Curassanthura bermudensis
Curassanthura bermudensis és una espècie de crustaci isòpode cavernícola pertanyent a la família Leptanthuridae.

## Descripció
Fa 3 mm de longitud total (és 13 vegades més llarg que ample). És cec i no presenta pigmentació.

## Hàbitat
Viu a l'aigua dolça d'una cova de pedra calcària.

## Distribució geogràfica
És un endemisme de l'illa de Bermuda: Church Cave.